# Emilio D'Amore
Emilio D'Amore (Montefalcione, 26 novembre 1915 – Avellino, 21 ottobre 2017) è stato un politico italiano.